# 擬木

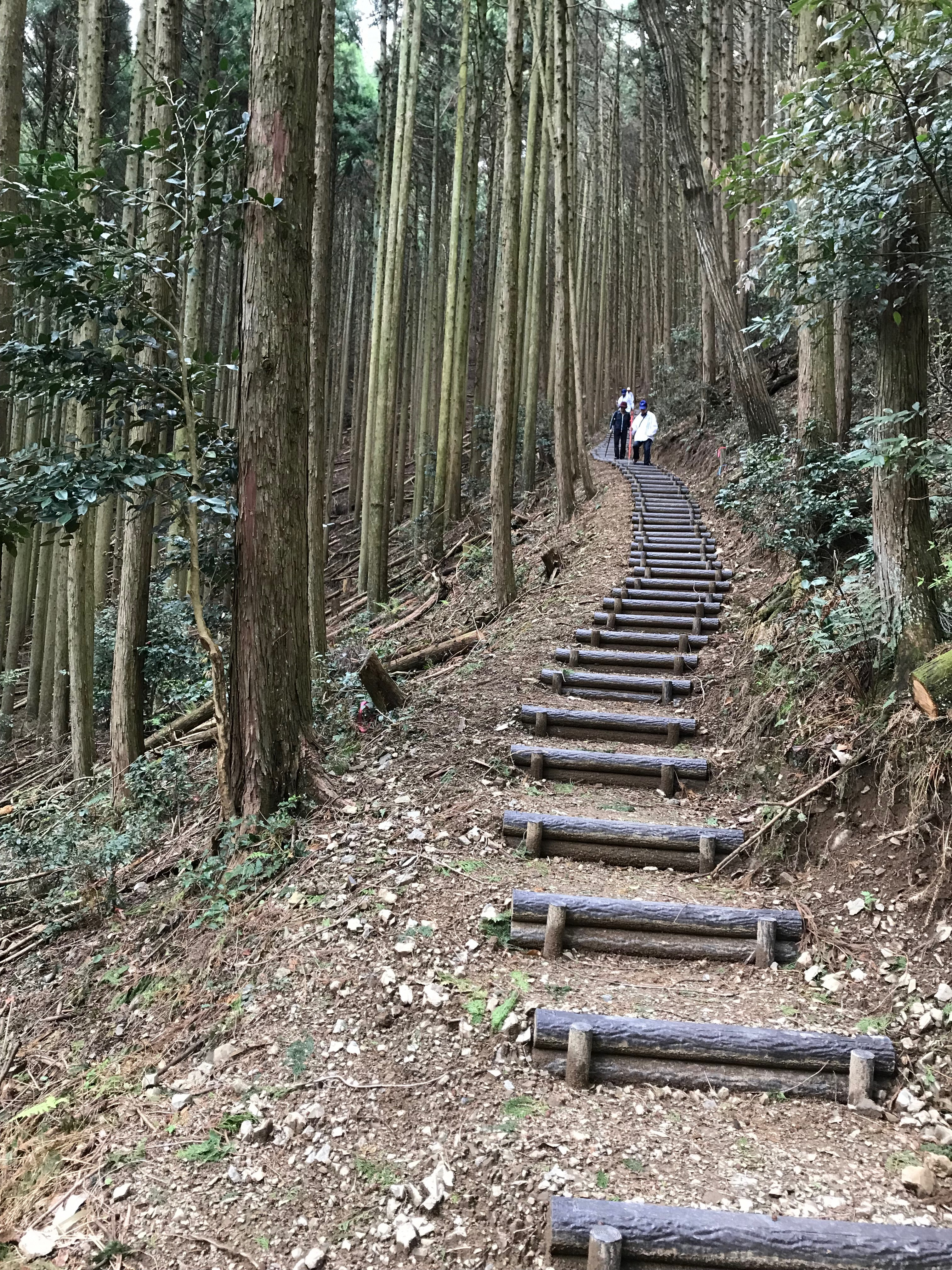
栄町擬木階段（岡山県美作市）

擬木（ぎぼく、フランスのfalse woodから）は、さまざまなメディアでの木材感、木材柄での芸術的模倣を指す。
この工法は、ルネサンスとトロンプ・ルイユにルーツがあるとされるが、これは共通した鉄の材料によるロッド、バレルバンドおよびチキンワイヤーなどを「rocailleurs」と呼ぶフランスの庭の職人により、鉄のアーマチュアを使用したコンクリートを用いたおそらく最初の例である。

## 概要
クラフトの初期の例で現存するのは1867年にパリでの博覧会のために開かれたビュット・ショーモンにあり、1873年に発明者、ジョゼフ・モニエールは橋が含まれるように特許を拡大。フランス、Chazeletの館の堀を彼は鉄筋コンクリートで設計された最初の橋で架橋する。パシー・ピット・ライト「Capturing Nature: the Cement Sculpture of Dionicio Rodriguez」 (2005. Texas A&M University Press）によると、それは、材木に似せて彫刻されていた。
擬木は、コンクリートを組み合わせて使用し、モルタルやグラウトは、木製の材のリアルな表現を彫刻するために鉄骨やアーマチュアが適用される。その技術は職人の腕によって異なるが、生成された混合物は、湿潤なパテ状態で、またはわずかに硬くしながら、最終的な仕上げを施すことができる。
1940年代後半から19世紀で最も人気のあるアンティーク擬木は、実際にはほぼ専門職人の衰退とともに消えてしまった。そのピーク時から現存する事物は（そのようなプランターとバードパスとして主に庭の芸術品の形で）現在、コレクターの間で非常に珍重されている。
メキシコとアメリカ合衆国南部テキサス州では、装飾擬木のスタイルは時々「El trabajono Rusticono」（ラスティックワーク）として知られている。その多くの場合、組成物と着色の両方で、より現実的な外観、ならびに本場欧州に匹敵する作業より細かく詳細な仕上げによって特徴付けられる。この世界で高い評価を受けていた芸術家ディオニシオ・ロドリゲスは、初めにメキシコで活動し、次にテキサス州に渡る。ロドリゲスは世間にそう広く知られてはいないが、彼の大規模な装飾擬木は、「Capturing Nature: the Cement Sculpture of Dionicio Rodriguez」 (2005. Texas A&M University Press）によると、国家歴史登録財として登録されている。 また彼の甥は、現在も擬木を作成する芸術家の数少ない一人。
日本で最初期の擬木が用いられた場所は、新宿御苑の庭池橋の欄干で現存している。これは1904年にセントルイス万国博覧会に陳列されていた擬木を出張中の技官が購入、国内に持ち込んだものである。

## 擬木での景観対応
擬木も景観材として擬岩や擬石などと同様の用途として開発されたものにある。
日本国内での流れは左官的塾 web塗り壁の文化を伝える 近代の造園資材としての擬木、左官的塾 web塗り壁の文化を伝える 擬態、この不思議な世界、そして擬の技などで大体の変遷が読み取ることができる。これらでは、左官からの技術導入がなされたこと、そして、日本においては近代に庭園や公園が多数造営された東京、大阪など大都市圏で擬石・擬木の工法が近代造園家および造園技術者によって検討され始めたのを大正末期としている。
時期的には東京の庭師・松村重が椎原兵市にアイデアを持ち込むが、椎原は小林観山「椎原さんと擬木擬石作り」（『椎原兵市氏の業績と作品 所収、椎原兵市氏の業績と作品出版委員会、1966年）にあるとおり小林観山らと取り組み、大阪の天王寺公園和風庭園で擬石製滝石組(1933年)とともに、さらに民間の庭園にも導入していく。一方で松村は東京で井下清らと取り組み、東京の有栖川宮記念公園池泉擬石護岸および擬木橋(1934年)で成果を実らせる。このほかには、小川治兵衛の手がけた京都の都ホテル庭園でも擬石製滝石組(1933年)とともに、また同時期、洋風庭園を各所で手がけていた橋本八重三なども人造木と名づけて製造販売に取り組んでいる。
この他、1924年に建てられた富田林寺内町にある南葛原家別邸の門や、煉瓦タイル貼りの柱に棚を組んでつくったパーゴラにも擬木が使用されている。
大量生産できる工業製品としての擬木は、福岡の株式会社ナベシマが1971年に開発したプレキャストコンクリート製の「PCギ木」が最初である。北九州市からの「頑丈なコンクリートで景観に合うデザインの柵はできないか？」に応える形で開発された。それまで、左官職人の手作業で作られ、時間と手間がかかっていた擬木が短時間で大量に製造できるようになった。その後、景観メーカー各社がこぞってコンクリート擬木を製品化した。また、コンクリートの他にプラスチック製の擬木も登場した。多種多様な擬木製品が景観形成に使用されている。
札幌市が、造園工事標準図の参考図の、3.プラ擬木 を掲載しているなど、自治体の造園工事標準図に参考図が掲載されている。荒木芳邦も日本造園学会賞を受賞したリーガロイヤルホテル大阪滝の庭園では、プラ擬木を使用している。
以降、日本庭園にもさまざまに使用されており、東京農業大学の粟野隆が西日本方面の擬石・擬木を用いた近代和風庭園、甲子園の旧新田邸庭園や和歌山県海南市にある琴ノ浦温山荘園の庭園調査やなどを通して、日本においての擬石・擬木を用いた庭園技法と変遷を整理している。
井上 繁美 , 菅原 大輔 「擬木(<特集>公共空間-なんでこうなるの?) 」（『建築雑誌』 117(1483), 12-13, 2002年2月号）によると、日本国内では用途の90パーセントは道路構造物や公園などの公共空間に用いられているという。
同著は、こうした使用法をネガティブに捉えて論述されている。